# Arca Santa
El Arca Santa es uno de los tesoros y reliquias sagradas que se custodian en la Catedral de Oviedo, España. Permanece guardada en la llamada Cámara Santa. El Arca data de la segunda mitad del siglo XI, de época de Alfonso VI de León (hacia 1075), aunque otras propuestas la situarían cerca de 1120.

## Historia
La leyenda sobre los orígenes del Arca Santa de Oviedo cuenta que proviene de una antigua arca o caja de madera -de cedro- que contenía, en Jerusalén, reliquias de Jesús y de María. Vista la invasión de los persas mandadados por Cosroes II en el 614, los cristianos de Palestina pusieron a salvo el Arca Santa, con el Santo Sudario y otras reliquias, enviándola a Alejandría a través del presbítero Filipo. Posteriores avances de los persas por África tuvieron como consecuencia que finalmente el Arca llegara hasta España entrando por Cartagena, donde el obispo de Écija, San Fulgencio, dispuso de ella enviándola a su superior el obispo de Sevilla, San Isidoro.[cita requerida]
San Isidoro, obispo de Sevilla, consiguió llevar el Arca consigo cuando fue nombrado obispo de Toledo donde en la primera mitad del siglo VIII; en este momento, se hizo una nueva caja (de roble) que sustituyó a la antigua. Empujada ahora por la invasión musulmana, el Arca fue ocultada durante 80 años en la cueva de Santo Toribio en el monte Monsacro. Finalmente, entre el año 812 y 842 fue trasladada hasta Oviedo por Alfonso II El Casto, lugar en el que se custodia desde entonces.
Con motivo de la visita del rey Alfonso VI a Oviedo, se procedió a la apertura del Arca y a inventariar los distintos objetos guardados en ella. Como homenaje a su precioso contenido, la reina Doña Urraca ordenó que se recubriese de plata. Este recubrimiento tiene una leyenda en la que se relaciona su contenido y la fecha de realización del mismo en el 1113.
La importancia y fama de estas reliquias llega a ser tal durante la Edad Media que a pesar de la dificultad de atravesar la cordillera Cantábrica, los peregrinos se desviaban del Camino francés a Compostela para acercarse a Oviedo a venerar el Arca Santa de las reliquias.
En el año 1035 el obispo Ponce abrió el Arca Santa para ver las grandezas que albergaba. Se dice que él y algunos de los abades y clérigos que le acompañaban quedaron ciegos del resplandor que salió de ella.